# عايدة يسبيكا
عايدة يسبيكا (النطق باللغة الإسبانية: [aˈiða maˈɾi.a ˈʝespika ˈxaime]) (من مواليد 15 يوليو 1982 في باركيسيميتو، فنزويلا) هي شخصية تلفزيونية فنزويلية، عارضة أزياء، ممثلة ومتسابقة في الجمال سابقة تنشط في مجال المعارض في فنزويلا وإيطاليا واسبانيا والولايات المتحدة باسم عايدة يسبيكا. تعتبر رمزا للجنس في 2000 و 2010، وذلك بسبب جمالها الكبير وسحرها، وقد شاركت في برامج متنوعة وواقعية، ومثلت في الأفلام والبرامج التلفزيونية، وظهرت في الإعلانات التلفزيونية. تابعت الصحافة الشعبية في إيطاليا والخارج التطورات في حياتها المهنية وحياتها الشخصية.

## السيرة الذاتية
معروفة باسم عايدة يسبيكا،  وأيضًا باسم عايدة ماريا يسبيكا،  اسمها الكامل في السجل الفنزويلي هو عايدة ماريا يسبيكا خايمي. ولدت في باركيسيميتو.

### مشاركة مميزة
بدأت مسيرة يسبيكا في عام 2002 في مسابقة ملكة جمال فنزويلا: بصفتها ملكة جمال أمازون، مثلت ولاية أمازون. على الرغم من أن ماريانجيل رويز فازت في المسابقة، إلا أن إيسبيكا أصبحت من المفضلات الكبرى من بين الصحافة: على الرغم من ارتفاع متوسطها نسبيًا (173 سم)، القياسات 90-60-90 سم حصلت على اهتمام كبير.

### مهنتها كموديل
في بداية عام 2003، انتقلت بيسيكا إلى ميلانو في إيطاليا لبدء مهنة عرض الأزياء: ومنذ ذلك الحين اكتسبت سمعة متزايدة في النظام الإيطالي للأعمال التجارية، كموديل وفتاة إستعراض في العديد من أغلفة المجلات الإيطالية (بما في ذلك ماكس وماكسيم وفوكس) وحققت أربعة تقاويم عارية (NC) في إيطاليا (بالتحديد NC Fox 2004 و  NC GQ 2005 و  NC Fapim 2005  و NC Riello 2006 ) حصلت على الكثير من النجاح (وضعها كورييري ديلا سيرا في المرتبة الأولى ). أصبحت في يونيو 2003 في الصدارة الأنثوية  في مقطع الفيديو اللاتيني «عاشق Cremonini» لـ Cesare Cremonini وبعض الإعلانات التجارية التلفزيونية الهامة (وأبرزها إعلانات براون وكامباري ونيسان في اليابان ). أصبحت يسبيكا نجمة كبيرة في مجال الترفيه الإيطالي، حيث كانت على أغلفة العديد من المجلات بما في ذلك ماكسيم وجي كيو، وهما من أهم المجلات الرجالية في إيطاليا في الألفينيات وفي هذه الفترة ظهرت يسبيكا بانتظام على "Fashion TV" وفي الشبكات الوطنية من RAI و Mediaset قامت بعمل صور فوتوغرافية، وتقويمات عارية، وتصويرات الملابس الداخلية والإعلانات التجارية للأزياء أو كمقدمة أوعارضة أزياء أو فتاة إستعراض وممثلة. أصبحت إيسيكا في يوليو 2005  عارضة أزياء ومحاورة  مع البرتو جيلاردينو لخط المجوهرات الذي أنتجته زانكان.  في عام 2007، أصبحت إيسيكا عارضة أزياء ومتحدثة باسم النظارات الشمسية ونظارات أوكسيدو التي تنتجها مجموعة سافيلو،  وأصبحت رائدة الإناث  لديب إت، وهو فيديو كليب لمغني الراب الأمريكي كوليو،  ورفضت يسبيكا التصويرعارية تمامًا لأهم تقويم لها، وهو NC Interviú 2007 في إسبانيا،  وحصلت على نجاح كبير. في أكتوبر 2008، ظهرت إيسيكا عارية تمامًا  خلال الشهر الثامن من حملها الأول لمجلة تشي الأسبوعية وحصلت على الكثير من النجاح. أصبحت يسبيكا في ديسمبر 2009  في الصدارة النسائية  لـ Get Involved، وهو مقطع فيديو للمغني وكاتب الأغاني الأمريكي جينوين، من إخراج كلاوديو زاجاريني وماركو بافوني. أصبحت يسبيكا عارضة أزياء ومتحدثة باسم "SièLei" (سواء للسوق الإيطالية للسوق الدولية) في ثلاث مناسبات، المرة الأولى في مارس 2010  لخط الملابس الداخلية  ولخط البيكيني،  ومرة في صيف عام 2011 لخط البيكيني  والثالثة في نوفمبر 2011  لخط «ملابس داخلية لعيد الميلاد».  أصبحت يسبيكا في ديسمبر 2011 في الصدارة الأنثوية لفيديو كليب "You Know Ain't Love" (أغنية فيت بتبول).

## روابط خارجية
- عايدة يسبيكا على موقع IMDb (الإنجليزية)
- عايدة يسبيكا على موقع قاعدة بيانات الفيلم (الإنجليزية)